# The Cartridge Family
"The Cartridge Family" är det femte avsnittet från säsong nio av Simpsons och sändes 2 november 1997 på Fox.  Avsnittet skrevs av John Swartzwelder och regisserades av Pete Michels. I avsnittet köper Homer en revolver för att skydda sin familj, men då Marge tycker att han är oansvarig och inte bör ha ett vapen lämnar hon honom och tar barnen med sig. 

## Handling
Familjen Simpson sitter på läktaren på en fotbollsmatch mellan  Mexiko och Portugal. Efter avspark börjar publiken långsamt tappa intresset, och det leder till kravaller på läktaren. Kravallerna börjar sprida sig över hela Springfield. Detta får Marge att bli rädd för inbrott och hon vill installera ett larm, men då det kostar 500 dollar har de inte råd, Homer bestämmer sig därför för att köpa en revolver. Då Homer får reda på att han måste vänta fem dagar innan han får sin licens blir han deprimerad, men han glömmer bort depressionen då de fem dagarna gått över och han får sin revolver. Homer berättar nu vad han köpt för Marge och hon gillar inte det. Homer tar därför med Marge till ett NRA-möte för att övertyga henne om att han gjort rätt, men hon blir inte där övertygad heller.
Homer börjar visa upp vapnet för alla och skjuter på nästan allt han komma åt. Han börjar till och med att fundera på att råna Kwik-E-Mart, då han besöker butiken, och Apu trodde att han skulle göra det. Vid middagsbordet råkar Homer avfyra ett skott som träffar ett porträtt på Marge, vilket får honom att inse att han måste göra sig av revolvern, vilket gör Marge glad. Ett par dagar senare hittar Bart pistolen och tänker prova att skjuta på ett äpple som sitter i Milhouses mun, men Marge upptäcker deras lek och förstår då att Homer inte kastat den utan bara gömt den. Marge är trött på att Homer ljuger för henne och lämnar honom och tar med sig barnen tills han gör sig av med pistolen. Marge försöker övernatta hos sina systrar, Patty och Selma, men då de har herrbesök skickar de iväg henne till motellet, "Sleep Eazy Motel". På kvällen har också Homer ett NRA-möte hemma hos sig, men då de ser att Homer är oansvarig, då han leker med vapnet hela tiden, utesluter de honom. Homer inser då att han måste få tillbaka sin familj.
Homer söker upp familjen och berättar för dem att vapnet nu är borta och Marge berättar då att hon kan flytta tillbaka hem med barnen nu. Då de ska betala räkningen för motellnatten kommer Snake för att råna receptionen och han tar borgmästare Quimby som gisslan. Homer tar då fram sitt vapen vilket gör Marge arg då han har ljugit igen. Homer blir då distraherad och Snake tar Homers pistol. Homer skrattar då och berättar att de inte finns kulor i den. Motellet får samtidigt besök av medlemmarna i NRA som tagit emot ett tyst larm från motellet, men de misslyckas stoppa Snake som springer iväg med dagskassan. Homer ger då pistolen till Marge och ber henne att göra sig av med den, då han inte klarar av det. Marge är sedan på väg att slänga vapnet, men då hon ser en spegelbild på sig själv och vapnet i handen stoppar hon ner det i handväskan istället, innan hon följer efter resten av familjen som lämnat motellet.

## Produktion
Idén till avsnittet kom från Sam Simon redan under en av de första säsongerna. Manuset skrevs av John Swartzwelder. Manuset skulle innehålla både positiva och negativa bilder av vapen för att ge en rättvis bild. Bilden av vapnets egenskaper är olika bland dem som arbetar med serien. Swartzwelder som skrev manuset är för vapen, medan skaparen, Matt Groening, är mot dem. Enligt Scully har avsnittet budskapet att en man som Homer inte ska ha något vapen.
Censorerna på Fox gillade inte scenerna där Homer riktade pistolen mot Marges ansikte och Bart mot Milhouses mun, men scenerna behölls. Avsnittet inleds med en fotbollsmatch eftersom amerikaner ofta anser att det är den tråkigaste sporten, Av dem som jobbar med serien gillar Michels och Groening fotboll.
Domaren i spelet är en karikatyr av en vaktmästare på Film Roman och enligt Pete Michels gör han allt som en domare i fotboll kan göra, baserat på information han fick inför sitt arbete med avsnittet. Pelé medverkar i avsnittet, men hans röst görs av Hank Azaria. I slutet av avsnittet spelas musik från The Avengers, men efter att Scully lyssnat på musiken ville han först byta den till en annan, men eftersom det bara var några veckor innan avsnittet skulle sändas fanns inte tid att ändra den.

## Kulturella referenser
Vapenaffären som Homer köper vapnet ifrån är baserat på affären som Los Angeles Police Department besökte under Eldstriden i North Hollywood. Titeln är en parodi på The Partridge Family. Och när Homer sitter utanför huset och väntar på att de fem dagarna passerar så han för sitt vapen så spelas låten "The Waiting". Petty som framför låten tillåter sällan att hans musik används i TV-serier, men lät Simpsons använda den.

## Mottagande
Avsnittet hamnde på plats 26 under veckan som mest sedda program, med en Nielsen rating på 10.5, vilket ger 10,3 miljoner hushåll och det tredje mest sedda på Fox under veckan. Avsnittet finns med på Herald Suns lista över de 20 bästa avsnitten av Simpsons. Avsnittet hamnade på plats fem över de bästa avsnitten i serien i en lista hos The Florida Times-Union. När Pittsburgh Post-Gazette hade en recension av avsnittet skrev de att Simpsons är den enda komediserien som visat en rättvis bild av vapen.
Avsnittet fick kritik av NRA om skildringen av organisationen i avsnittet, trots att de drog in Homers medlemskap. Ian Jones och Steve Williams har kallat avsnittet för en rörig, ofokuserad satir av pistolkulturen. I Warren Martyn och Adrian Woods bok 'I Can't Believe It's a Bigger and Better Updated Unofficial Simpsons Guide skriver det att de fann att avsnittet var en av de mest politiskt otvetydiga episoderna någonsin, men att det är tråkigt och att handlingen inte är hållbar. Avsnittet fick ursprungligen inte sändas på Sky 1 på grund av pistolscenerna, men de valde efter en tid att visa det. Avsnittet finns även med på videoutgåvan Simpsons - Too Hot for TV.